# 穆罕默德·穆罕默杜拉
穆罕默德·穆罕默杜拉（英語：Mohammad Mohammadullah，1921年10月21日—1999年11月12日），又称穆罕默德·乌拉，曾任孟加拉国总统。1973年12月至1974年1月，担任孟加拉国代总统。1974年1月27日至1975年1月25日，担任总统。

## 早年
1921年10月21日，出生于诺阿卡利县。他的父亲蒙施·阿卜杜勒·瓦哈卜（Munshi Abdul Wahab）是一名社会工作者。在1943年期间，他毕业于罗基布尔阿德沙·萨马德政府高中，之后入读达卡大学历史专业，毕业后又在加尔各答的瑞普学院学习并获达卡大学法学士学位。1950年，他在达卡当地律所担任律师，同年加入谢赫·穆吉布·拉赫曼组建的东巴基斯坦孟加拉国人民联盟。1964年，穆罕默德·穆罕默杜拉进入达卡高等法院。

## 政治生涯
1953年，穆罕默杜拉担任东巴基斯坦行政秘书长，并任职1972年。1966年，他积极参与主张东巴自治的“六点纲领运动”而被捕入狱。1970年，他代表人民联盟，当选东巴省国会议员。1971年孟加拉国独立战争期间，他担任临时政府代理总统赛义德·纳兹鲁·伊斯拉姆的政治顾问。孟加拉国独立后，1972年，他担任孟加拉国制宪议会副议长，同年担任代理议长。1972年11月12日，正式担任议长。1973年大选后，再次当选国民议会议长。
1973年12月24日，穆罕默杜拉任代孟加拉国总统职位。1974年1月，当选总统。1974年2月，谢赫·穆吉布·拉赫曼创建农工人民联盟，被指定为中央委员。1974年1月，第四宪法修正案通过后，穆罕默杜拉被迫离职，而谢赫·穆吉布·拉赫曼在没有选举的情况下担任总统。
1975年1月26日，他当任土地管理和土地改革部长（至8月）。1975年8月15日，随着谢赫·穆吉布·拉赫曼刺杀案爆发后，穆罕默杜拉出任副总统，同年11月政变后辞职。1976年9月，加入前总统孔达卡尔·穆斯塔克·艾哈迈德为主席的孟加拉国民主联盟。1977年8月当选民主联盟中央召集委员会代理召集人，期间反对一党独裁，实行民主、宗教自由和非国有化政策，奉行独立、不结盟的外交政策。1977年10月民主联盟被军法管制政府取缔后，1980年穆罕默杜拉加入孟加拉国民族主义党，1980年7月当选议员。1982年3月，经总统阿卜杜勒·萨塔尔任命，担任孟加拉国副总统，但任职不足一年即遭侯赛因·穆罕默德·艾尔沙德政变而结束。1991年，他代表国民族主义党再次当选议员，但随后离开政党重新加入孟加拉国人民联盟、并参加1996年国民大选。

## 去世
1999年11月12日，穆罕默杜拉去世，享年78岁。死后他葬在海军中心附近的巴纳尼镇。